# Liste der Kulturdenkmäler in Mühltal
Die folgende Liste enthält die in der Denkmaltopographie ausgewiesenen Kulturdenkmäler auf dem Gebiet  der Gemeinde Mühltal, Landkreis Darmstadt-Dieburg, Hessen.
Hinweis: Die Reihenfolge der Denkmäler in dieser Liste orientiert sich zunächst an Ortsteilen und anschließend der Anschrift, alternativ ist sie auch nach der Bezeichnung oder der Bauzeit sortierbar.
Kulturdenkmäler werden fortlaufend im Denkmalverzeichnis des Landes Hessen durch das Landesamt für Denkmalpflege Hessen auf Basis des Hessischen Denkmalschutzgesetzes (HDSchG) geführt. Die Schutzwürdigkeit eines Kulturdenkmals hängt nicht von der Eintragung in das Denkmalverzeichnis des Landes Hessen oder der Veröffentlichung in der Denkmaltopographie ab.

Das Vorhandensein oder Fehlen eines Objekts in dieser Liste ist keine rechtsverbindliche Auskunft darüber, ob es Kulturdenkmal ist oder nicht: Diese Liste entspricht möglicherweise nicht dem aktuellen Stand der offiziellen Denkmaltopographie. Diese ist für Hessen in den entsprechenden Bänden der Denkmaltopographie Bundesrepublik Deutschland und im Internet unter DenkXweb – Kulturdenkmäler in Hessen einsehbar. Auch diese Quellen sind, obwohl sie durch das Landesamt für Denkmalpflege Hessen aktualisiert werden, nicht immer aktuell, da es im Denkmalbestand immer wieder Änderungen gibt.
Eine verbindliche Auskunft erteilt allein das Landesamt für Denkmalpflege Hessen.
Nutze diese Kartenansicht, um Koordinaten in der Liste zu setzen. In dieser Kartenansicht sind Kulturdenkmale ohne Koordinaten mit einem roten bzw. orangen Marker dargestellt und können in der Karte gesetzt werden. Kulturdenkmale ohne Bild sind mit einem blauen bzw. roten Marker gekennzeichnet, Kulturdenkmale mit Bild mit einem grünen bzw. orangen Marker.

## Kulturdenkmäler nach Ortsteilen

### Frankenhausen
| Bild                                                               | Bezeichnung         | Lage                                                       | Beschreibung               | Bauzeit | Objekt-Nr. |
| ------------------------------------------------------------------ | ------------------- | ---------------------------------------------------------- | -------------------------- | ------- | ---------- |
| weitere Bilder                                                     | Evangelische Kirche | Frankenhausen, Römerweg 5a LageFlur: 1, Flurstück: 56      |                            |         |            |
| Denkmalgeschütztes Gebäude in Mühltal-Frankenhausen, Zeilstraße 10 | Wohnhaus            | Frankenhausen, Zeilstraße 10 LageFlur: 1, Flurstück: 99/6  |                            |         |            |
|                                                                    |                     | Frankenhausen, Zeilstraße 25 LageFlur: 1, Flurstück: 30/4  |                            |         |            |
|                                                                    |                     | Frankenhausen, Zeilstraße 25 LageFlur: 1, Flurstück: 30/4  |                            |         |            |
| Hofanlage                                                          | Hofanlage           | Frankenhausen, Zeilstraße 26 LageFlur: 1, Flurstück: 190/6 | Wohnhaus mit Nebengebäuden |         |            |
| Wohnhaus                                                           | Wohnhaus            | Frankenhausen, Zeilstraße 32 LageFlur: 1, Flurstück: 194/2 |                            |         |            |

### Nieder-Beerbach
| Bild                                                                                    | Bezeichnung                  | Lage                                                          | Beschreibung           | Bauzeit | Objekt-Nr. |
| --------------------------------------------------------------------------------------- | ---------------------------- | ------------------------------------------------------------- | ---------------------- | ------- | ---------- |
| Bild gesucht BW                                                                         | Gesamtanlage Nieder-Beerbach | Nieder-Beerbach, Kirchweg 1, 2; Obergasse (Straßenraum) Lage  |                        |         |            |
| weitere Bilder                                                                          | Burg Frankenstein            | Nieder-Beerbach LageFlur: 15, Flurstück: 8/1                  |                        |         |            |
| weitere Bilder                                                                          | Burg Frankenstein            | Nieder-Beerbach LageFlur: 15, Flurstück: 8/1                  | Kapelle                |         |            |
| Burg Frankenstein                                                                       | Burg Frankenstein            | Nieder-Beerbach LageFlur: 15, Flurstück: 8/1                  | Torturm                |         |            |
| Burg Frankenstein                                                                       | Burg Frankenstein            | Nieder-Beerbach LageFlur: 15, Flurstück: 8/1                  | Turm                   |         |            |
| Denkmalgeschütztes Gebäude in Mühltal, Ortsteil Nieder-Beerbach, Am Viehtrieb 3         | Dorfmühle                    | Nieder-Beerbach, Am Viehtrieb 3 LageFlur: 1, Flurstück: 227/1 |                        |         |            |
| Denkmalgeschütztes Gebäude in Mühltal, Ortsteil Nieder-Beerbach, Am Viehtrieb 3         | Dorfmühle                    | Nieder-Beerbach, Am Viehtrieb 3 LageFlur: 1, Flurstück: 227/1 |                        |         |            |
| Denkmalgeschütztes Gebäude in Mühltal, Ortsteil Nieder-Beerbach, Am Viehtrieb 3         | Dorfmühle                    | Nieder-Beerbach, Am Viehtrieb 3 LageFlur: 1, Flurstück: 227/1 |                        |         |            |
| Denkmalgeschütztes Wohnhaus in Mühltal,Ortsteil Nieder-Beerbach, Kirchweg 5             | Wohnhaus                     | Nieder-Beerbach, Kirchweg 5 LageFlur: 1, Flurstück: 120/2     |                        |         |            |
| Denkmalgeschütztes Nebengebäude in Mühltal, Ortsteil Nieder-Beerbach, Kirchweg 5        | Nebengebäude                 | Nieder-Beerbach, Kirchweg 5 LageFlur: 1, Flurstück: 120/2     |                        |         |            |
| Denkmalgeschützte evangelische Kirche in Mühltal, Ortsteil Nieder-Beerbach, Kirchweg 10 | Evangelische Kirche          | Nieder-Beerbach, Kirchweg 10 LageFlur: 1, Flurstück: 122      |                        |         |            |
| Geibelsmühle                                                                            | Geibelsmühle                 | Nieder-Beerbach, Mühlstraße 59 LageFlur: 1, Flurstück: 86/2   | Haupt und Nebengebäude |         |            |
| Waldmühle                                                                               | Waldmühle                    | Nieder-Beerbach, Mühlstraße 81 LageFlur: 4, Flurstück: 136/1  |                        |         |            |
| Denkmalgeschütztes Gebäude in Mühltal, Ortsteil Nieder-Beerbach, Obergasse 22           |                              | Nieder-Beerbach, Obergasse 22 LageFlur: 1, Flurstück: 168/2   |                        |         |            |
| Denkmalgeschütztes Gebäude in Mühltal, Ortsteil Nieder-Beerbach, Obergasse 22           |                              | Nieder-Beerbach, Obergasse 22 LageFlur: 1, Flurstück: 168/2   |                        |         |            |
| Denkmalgeschütztes Gebäude in Mühltal, Ortsteil Nieder-Beerbach, Obergasse 22           |                              | Nieder-Beerbach, Obergasse 22 LageFlur: 1, Flurstück: 168/2   |                        |         |            |
| Denkmalgeschütztes Gebäude in Mühltal, Ortsteil Nieder-Beerbach, Quergasse 9            |                              | Nieder-Beerbach, Quergasse 9 LageFlur: 1, Flurstück: 144/4    |                        |         |            |
| Denkmalgeschütztes Gebäude in Mühltal, Ortsteil Nieder-Beerbach, Untergasse 6           |                              | Nieder-Beerbach, Untergasse 6 LageFlur: 1, Flurstück: 60/7    |                        |         |            |

### Nieder-Ramstadt
| Bild | Bezeichnung                  | Lage                                                                      | Beschreibung                                       | Bauzeit | Objekt-Nr. |
| --- | ---------------------------- | ------------------------------------------------------------------------- | -------------------------------------------------- | ------- | ---------- |
| Direkt Bild zu diesem Denkmal hochladen                                                                                        | Gesamtanlage Nieder-Ramstadt | Nieder-Ramstadt                                                           |                                                    |         |            |
| Denkmalgeschütztes Gebäude in Mühltal, Ortsteil Nieder-Ramstadt Am Steinbruch                                                  | Schule                       | Nieder-Ramstadt, Am Steinbruch LageFlur: 1, Flurstück: 1018/1             |                                                    |         |            |
| Denkmalgeschütztes Gebäude in Mühltal, Ortsteil Nieder-Ramstadt, Bahnhofstraße 1                                               | Hofanlage, Wohnhaus          | Nieder-Ramstadt, Bahnhofstraße 1 LageFlur: 1, Flurstück: 534              |                                                    |         |            |
| Denkmalgeschütztes Gebäude in Mühltal, Ortsteil Nieder-Ramstadt, Bahnhofstraße 1                                               | Hofanlage, Hoftor            | Nieder-Ramstadt, Bahnhofstraße 1 LageFlur: 1, Flurstück: 534              |                                                    |         |            |
| Denkmalgeschütztes Gebäude in Mühltal, Ortsteil Nieder-Ramstadt, Bahnhofstraße 1, (Schmierereien an der Wand digital entfernt) | Hofanlage, Nebengebäude      | Nieder-Ramstadt, Bahnhofstraße 1 LageFlur: 1, Flurstück: 534              |                                                    |         |            |
| Denkmalgeschützte Schule in Mühltal, Ortsteil Nieder-Ramstadt,Bahnhofstraße 16                                                 | Schule                       | Nieder-Ramstadt, Bahnhofstraße 16 LageFlur: 1, Flurstück: 510/2           |                                                    |         |            |
| Denkmalgeschütztes Gebäude in Mühltal, Ortsteil Nieder-Ramstadt, Bahnhofstraße 31                                              | Wohnhaus                     | Nieder-Ramstadt, Bahnhofstraße 31 LageFlur: 1, Flurstück: 581             |                                                    |         |            |
| Denkmalgeschütztes Haus in Mühltal, Ortsteil Nieder-Ramstadt, Bahnhofstraße 36                                                 | Wohnhaus                     | Nieder-Ramstadt, Bahnhofstraße 36 LageFlur: 1, Flurstück: 482/2           |                                                    |         |            |
| Denkmalgeschütztes Haus in Mühltal, Ortsteil Nieder-Ramstadt, Bahnhofstraße 68                                                 |                              | Nieder-Ramstadt, Bahnhofstraße 68 LageFlur: 1, Flurstück: 928/4           |                                                    |         |            |
| Lazaruskirche, Nieder-Ramstadt-Bodelschwinghweg 1                                                                              | Lazaruskirche                | Nieder-Ramstadt, Bodelschwinghweg 1 LageFlur: 1, Flurstück: 356/2         |                                                    |         |            |
| Denkmalgeschütztes Gebäude in Mühltal, Ortsteil Nieder-Ramstadt, Bodelschwinghweg 5                                            |                              | Nieder-Ramstadt, Bodelschwinghweg 5 LageFlur: 1, Flurstück: 348/23        |                                                    |         |            |
| Nieder-Ramstadt-Bodelschwinghweg 14                                                                                            |                              | Nieder-Ramstadt, Bodelschwinghweg 14 LageFlur: 1, Flurstück: 335/8        |                                                    |         |            |
| Denkmalgeschütztes Gebäude in Mühltal, Ortsteil Nieder-Ramstadt, Dornwegshöhenstraße 2                                         | Ehemaliges Schultheißenhaus  | Nieder-Ramstadt, Dornwegshöhstraße 2 LageFlur: 1, Flurstück: 205          |                                                    |         |            |
| Denkmalgeschütztes Gebäude in Mühltal, Ortsteil Nieder-Ramstadt, Dornwegshöhenstraße 4                                         | Wohnhaus                     | Nieder-Ramstadt, Dornwegshöhstraße 4 LageFlur: 1, Flurstück: 207          |                                                    |         |            |
| Wohnhaus | Wohnhaus                     | Nieder-Ramstadt, Dornwegshöhstraße 19 LageFlur: 1, Flurstück: 526/1       | Neubau, Denkmalgeschütztes Gebäude?                |         |            |
| Denkmalgeschütztes Gebäude in Mühltal, Ortsteil Nieder-Ramstadt, Dornwegshöhstraße 40                                          | Waisenhaus                   | Nieder-Ramstadt, Dornwegshöhstraße 40 LageFlur: 1, Flurstück: 359/3       |                                                    |         |            |
| Frankenberger Mühle | Frankenberger Mühle          | Nieder-Ramstadt, In der Mordach 1/1a LageFlur: 17, Flurstück: 4/2, 4/3    | Haupt- und Nebengebäude                            |         |            |
| Zehenmühle | Zehenmühle                   | Nieder-Ramstadt, In der Mordach 5 LageFlur: 18, Flurstück: 6/4            | Haupt- und Nebengebäude                            |         |            |
| Denkmalgeschütztes Gebäude in Mühltal, Ortsteil Nieder-Ramstadt, Karlstraße 39                                                 |                              | Nieder-Ramstadt, Karlstraße 39 LageFlur: 1, Flurstück: 829/3              |                                                    |         |            |
| Denkmalgeschütztes Gebäude in Mühltal, Ortsteil Nieder-Ramstadt, Karlstraße 39                                                 | Gartenhaus                   | Nieder-Ramstadt, Karlstraße 39 LageFlur: 1, Flurstück: 829/3              |                                                    |         |            |
| Denkmalgeschütztes Gebäude in Mühltal, Ortsteil Nieder-Ramstadt,Kirchstraße 3                                                  | Wohnhaus                     | Nieder-Ramstadt, Kirchstraße 3 LageFlur: 1, Flurstück: 203                |                                                    |         |            |
| weitere Bilder | Evangelische Kirche          | Nieder-Ramstadt, Kirchstraße 4 LageFlur: 1, Flurstück: 1/1                |                                                    |         |            |
| Denkmalgeschütztes Gebäude in Mühltal, Ortsteil Nieder-Ramstadt, Kirchstraße 40                                                | Wohnhaus                     | Nieder-Ramstadt, Kirchstraße 40 LageFlur: 1, Flurstück: 25/1              |                                                    |         |            |
| Wohnhaus in der Ober-Ramstädter Straße 30                                                                                      |                              | Nieder-Ramstadt, Ober-Ramstädter Straße 30 LageFlur: 1, Flurstück: 616/3  |                                                    |         |            |
| weitere Bilder | Wacker-Fabrik                | Nieder-Ramstadt, Ober-Ramstädter Straße 96a LageFlur: 1, Flurstück: 771/5 |                                                    |         |            |
| Wacker Ristorante | Wacker-Fabrik                | Nieder-Ramstadt, Ober-Ramstädter Straße 96b LageFlur: 1, Flurstück: 771/5 |                                                    |         |            |
| Wacker-Fabrik | Wacker-Fabrik                | Nieder-Ramstadt, Ober-Ramstädter Straße 96e LageFlur: 1, Flurstück: 771/5 |                                                    |         |            |
| Wacker-Fabrik | Wacker-Fabrik                | Nieder-Ramstadt, Ober-Ramstädter Straße 96f LageFlur: 1, Flurstück: 771/4 |                                                    |         |            |
| Denkmalgeschütztes Gebäude in Mühltal, Ortsteil Nieder-Ramstadt, Rheinstraße 30                                                | Bruchmühle                   | Nieder-Ramstadt, Rheinstraße 30 LageFlur: 14, Flurstück: 180/2            |                                                    |         |            |
| Denkmalgeschütztes Gebäude in Mühltal, Ortsteil Nieder-Ramstadt, Rheinstraße 30                                                | Scheune                      | Nieder-Ramstadt, Rheinstraße 30 LageFlur: 14, Flurstück: 180/2            |                                                    |         |            |
| Denkmalgeschütztes Gebäude in Mühltal, Ortsteil Nieder-Ramstadt, Rheinstraße 38                                                | Illig’sche Papiermühle       | Nieder-Ramstadt, Rheinstraße 38 LageFlur: 16, Flurstück: 45               |                                                    |         |            |
| Denkmalgeschütztes Gebäude in Mühltal, Ortsteil Nieder-Ramstadt, Rheinstraße 42                                                | Pulvermühle                  | Nieder-Ramstadt, Rheinstraße 42 LageFlur: 16, Flurstück: 47               |                                                    |         |            |
| Neue Bohlenmühle | Neue Bohlenmühle             | Nieder-Ramstadt, Rheinstraße 50 LageFlur: 16, Flurstück: 23/5             | Auch Spenglermühle genannt; Haupt und Nebengebäude |         |            |
| Denkmalgeschütztes Gebäude in Mühltal, Ortsteil Nieder-Ramstadt, Traisaer Hohlweg 4                                            |                              | Nieder-Ramstadt, Traisaer Hohlweg 4 LageFlur: 1, Flurstück: 1044/6        |                                                    |         |            |
| |                              | Nieder-Ramstadt, Treppenstraße 4 LageFlur: 1, Flurstück: 842              |                                                    |         |            |
| weitere Bilder | Kilometerstein/Meilenstein   | Nieder-Ramstadt, außerhalb der Ortslage LageFlur: 15, Flurstück: 80/2     |                                                    |         |            |

### Traisa
| Bild                                                                          | Bezeichnung             | Lage                                                       | Beschreibung | Bauzeit | Objekt-Nr. |
| ----------------------------------------------------------------------------- | ----------------------- | ---------------------------------------------------------- | ------------ | ------- | ---------- |
| Bild gesucht BW                                                               | Gesamtanlage Dippelshof | Traisa Lage                                                |              |         |            |
| Denkmalgeschütztes Gebäude in Mühltal, Ortsteil Traisa, Darmstädter Straße 4  |                         | Traisa, Darmstädter Straße 4 LageFlur: 1, Flurstück: 22/2  |              |         |            |
| Denkmalgeschütztes Gebäude in Mühltal, Ortsteil Traisa, Darmstädter Straße 36 |                         | Traisa, Darmstädter Straße 36 LageFlur: 5, Flurstück: 67/9 |              |         |            |
| Denkmalgeschütztes Gebäude in Mühltal, Ortsteil Traisa, Darmstädter Straße 38 |                         | Traisa, Darmstädter Straße 38 LageFlur: 5, Flurstück: 67/9 |              |         |            |
| Denkmalgeschütztes Gebäude in Mühltal, Ortsteil Traisa, Darmstädter Straße 59 |                         | Traisa, Darmstädter Straße 59 LageFlur: 5, Flurstück: 82/7 |              |         |            |
| Denkmalgeschütztes Gebäude in Mühltal, Ortsteil Traisa, Darmstädter Straße 62 |                         | Traisa, Darmstädter Straße 62 LageFlur: 5, Flurstück: 91/3 |              |         |            |
| weitere Bilder                                                                | Herrenhaus              | Traisa, Dippelshof LageFlur: 3, Flurstück: 69/54           |              |         |            |
| Denkmalgeschütztes Gebäude in Mühltal, Ortsteil Traisa, Im Ebing 3            | Wohnhaus                | Traisa, Im Ebing 3 LageFlur: 1, Flurstück: 160/2           |              |         |            |
| Denkmalgeschütztes Gebäude in Mühltal, Ortsteil Traisa, Ludwigstraße 29       |                         | Traisa, Ludwigstraße 29 LageFlur: 1, Flurstück: 128/3      |              |         |            |
| Denkmalgeschütztes Gebäude in Mühltal, Ortsteil Traisa, Ludwigstraße 84       | Altes Rathaus           | Traisa, Ludwigstraße 84 LageFlur: 1, Flurstück: 37/2       |              |         |            |
| Denkmalgeschütztes Gebäude in Mühltal, Ortsteil Traisa, Waldstraße 78         |                         | Traisa, Waldstraße 78 LageFlur: 5, Flurstück: 1/27         |              |         |            |

### Trautheim
| Bild | Bezeichnung                                     | Lage                                                                 | Beschreibung | Bauzeit         | Objekt-Nr. |
| --- | ----------------------------------------------- | -------------------------------------------------------------------- | ------------ | --------------- | ---------- |
| Denkmalgeschütztes Gebäude in Mühltal, Ortsteil Trautheim, Alte Darmstädter Straße 4                       | Wohnhaus                                        | Trautheim, Alte Darmstädter Straße 4 LageFlur: 8, Flurstück: 193/1   |              |                 |            |
| Denkmalgeschütztes Gebäude in Mühltal, Ortsteil Trautheim, Alte Darmstädter Straße 9                       | Sommerhaus der Schwestern des Elisabethenstifts | Trautheim, Alte Darmstädter Straße 9 LageFlur: 8, Flurstück: 177/4   |              |                 |            |
| Denkmalgeschütztes Gebäude in Mühltal, Ortsteil Trautheim, Alte Darmstädter Straße 15                      |                                                 | Trautheim, Alte Darmstädter Straße 15 LageFlur: 8, Flurstück: 176/4  |              |                 |            |
| Denkmalgeschütztes Gebäude in Mühltal, Ortsteil Trautheim, Alte Darmstädter Straße 19, Rückwärtige Ansicht |                                                 | Trautheim, Alte Darmstädter Straße 19 LageFlur: 8, Flurstück: 175    |              |                 |            |
| Villa in der Alten Darmstädter Straße 37                                                                   | Wohnhaus                                        | Trautheim, Alte Darmstädter Straße 37 LageFlur: 8, Flurstück: 132/9  |              |                 |            |
| Denkmalgeschütztes Gebäude in Mühltal, Ortsteil Trautheim, Alte Darmstädter Straße 39, Rückwärtige Ansicht | Wohnhaus                                        | Trautheim, Alte Darmstädter Straße 39 LageFlur: 8, Flurstück: 131/11 |              |                 |            |
| Wohnhaus Am Klingenteich 20                                                                                | Wohnhaus                                        | Trautheim, Am Klingenteich 20 LageFlur: 14, Flurstück: 1/26          |              |                 |            |
| Villa Trautheim                                                                                            | Villa Trautheim                                 | Trautheim, Am Trautheim 1 LageFlur: 8, Flurstück: 267/7              |              | 1896            |            |
| Denkmalgeschütztes Gebäude in Mühltal, Ortsteil Trautheim, Am Willgraben 6                                 |                                                 | Trautheim, Am Willgraben 6 LageFlur: 8, Flurstück: 105/1             |              |                 |            |
| Denkmalgeschütztes Gebäude in Mühltal, Ortsteil Trautheim, Am Willgraben 10                                |                                                 | Trautheim, Am Willgraben 10 LageFlur: 8, Flurstück: 109/2            |              |                 |            |
| Denkmalgeschütztes Gebäude in Mühltal, Ortsteil Trautheim, In der Röde 12                                  |                                                 | Trautheim, In der Röde 12 LageFlur: 8, Flurstück: 263/9              |              |                 |            |
| Denkmalgeschütztes Gebäude in Mühltal, Ortsteil Trautheim, Pfingstweidenweg 5                              |                                                 | Trautheim, Pfingstweidenweg 5 LageFlur: 8, Flurstück: 260/7          |              |                 |            |
| Denkmalgeschütztes Gebäude in Mühltal, Ortsteil Trautheim, In der Wildnis 8                                |                                                 | Trautheim, In der Wildnis 8 LageFlur: 8, Flurstück: 86/3             |              |                 |            |
| Denkmalgeschütztes Gebäude in Mühltal, Ortsteil Trautheim, Kirchbergweg 10                                 |                                                 | Trautheim, Kirchbergweg 10 LageFlur: 8, Flurstück: 95/4              |              |                 |            |
| Denkmalgeschütztes Gebäude in Mühltal, Ortsteil Trautheim, Lindenbergweg 5                                 | Wohnhaus                                        | Trautheim, Lindenbergweg 5 LageFlur: 8, Flurstück: 85/10             |              |                 |            |
| Denkmalgeschütztes Gebäude in Mühltal, Ortsteil Trautheim, Odenwaldstraße 65                               |                                                 | Trautheim, Odenwaldstraße 65 LageFlur: 8, Flurstück: 285/2           |              |                 |            |
| Bild gesucht BW                                                                                            |                                                 | Trautheim, Odenwaldstraße 73 LageFlur: 8, Flurstück: 268/9           |              |                 |            |
| Denkmalgeschütztes Gebäude in Mühltal, Ortsteil Trautheim, Papiermüllerweg 1                               |                                                 | Trautheim, Papiermüllerweg 1 LageFlur: 10, Flurstück: 2/2            |              |                 |            |
| Denkmalgeschütztes Gebäude in Mühltal, Ortsteil Trautheim, Papiermüllerweg 1                               |                                                 | Trautheim, Papiermüllerweg 1 LageFlur: 10, Flurstück: 2/2            |              |                 |            |
| Bild gesucht BW                                                                                            |                                                 | Trautheim, Papiermüllerweg 9a LageFlur: 10, Flurstück: 1/33          |              |                 |            |
| Bild gesucht BW                                                                                            |                                                 | Trautheim, Papiermüllerweg 9a LageFlur: 10, Flurstück: 1/32          |              |                 |            |
| Bild gesucht BW                                                                                            |                                                 | Trautheim, Prinzenbergweg 8 LageFlur: 8, Flurstück: 80/14            |              |                 |            |
| Waldpavillon am Lindenberg                                                                                 | Waldpavillon am Lindenberg                      | Trautheim LageFlur: 12, Flurstück: 1/7                               |              | 19. Jahrhundert |            |

### Waschenbach
| Bild                                                                             | Bezeichnung | Lage                                                      | Beschreibung | Bauzeit | Objekt-Nr. |
| -------------------------------------------------------------------------------- | ----------- | --------------------------------------------------------- | ------------ | ------- | ---------- |
| Wohnhaus                                                                         | Wohnhaus    | Waschenbach, Ortsstraße 9 LageFlur: 1, Flurstück: 13      |              |         |            |
| Bild gesucht BW                                                                  |             | Waschenbach, Ortsstraße 21 LageFlur: 1, Flurstück: 90/4   |              |         |            |
| Wohnhaus                                                                         | Wohnhaus    | Waschenbach, Ortsstraße 21 LageFlur: 1, Flurstück: 90/4   |              |         |            |
| Bild gesucht BW                                                                  |             | Waschenbach, Ortsstraße 21 LageFlur: 1, Flurstück: 90/4   |              |         |            |
| Denkmalgeschütztes Gebäude (Gemeindehaus) in Mühltal-Waschenbach, Zum Maiacker 8 |             | Waschenbach, Zum Maiacker 8 LageFlur: 1, Flurstück: 173/3 |              |         |            |